# Lo specchio e l'aspirina
Lo specchio e l'aspirina è il terzo album discografico del gruppo musicale italiano Eva Mon Amour, pubblicato nel 2012.

## Il disco
Il disco è stato pubblicato a due anni dal precedente LP e a circa uno dall'EP La malattia dei numeri. Vi hanno collaborato Fabio Fraschini al basso, Rodrigo D'Erasmo al violino e Mariano Gatta al vibrafono.
L'album è stato registrato al 29Lab di Giulianello e masterizzato da Shawn Joseph a Bristol.
Il singolo di lancio è Si stava meglio prima, brano di cui viene realizzato anche un video diretto da Jacopo Rondinelli.

## Tracce
1. Si stava meglio prima – 3:58
2. Ci piace – 3:49
3. Uno qualcuno – 3:08
4. Pensare fa male alla pelle – 3:37
5. Sei dove guardi – 3:11
6. Parliamo d'altro – 3:49
7. Nascondigli per i cani – 3:15
8. Lo specchio e l'aspirina – 3:00
9. Ti chiederò domani – 3:40
10. Tutta la verità sulla verità – 3:17

## Gruppo
- Emanuele Colandrea - voce, chitarra acustica, armonica, testi
- Corrado Maria De Santis - chitarra elettrica, chitarra a 12 corde, banjo, farfisa, glockenspiel
- Fabrizio Colella - batteria